# Kościół katolicki w Finlandii

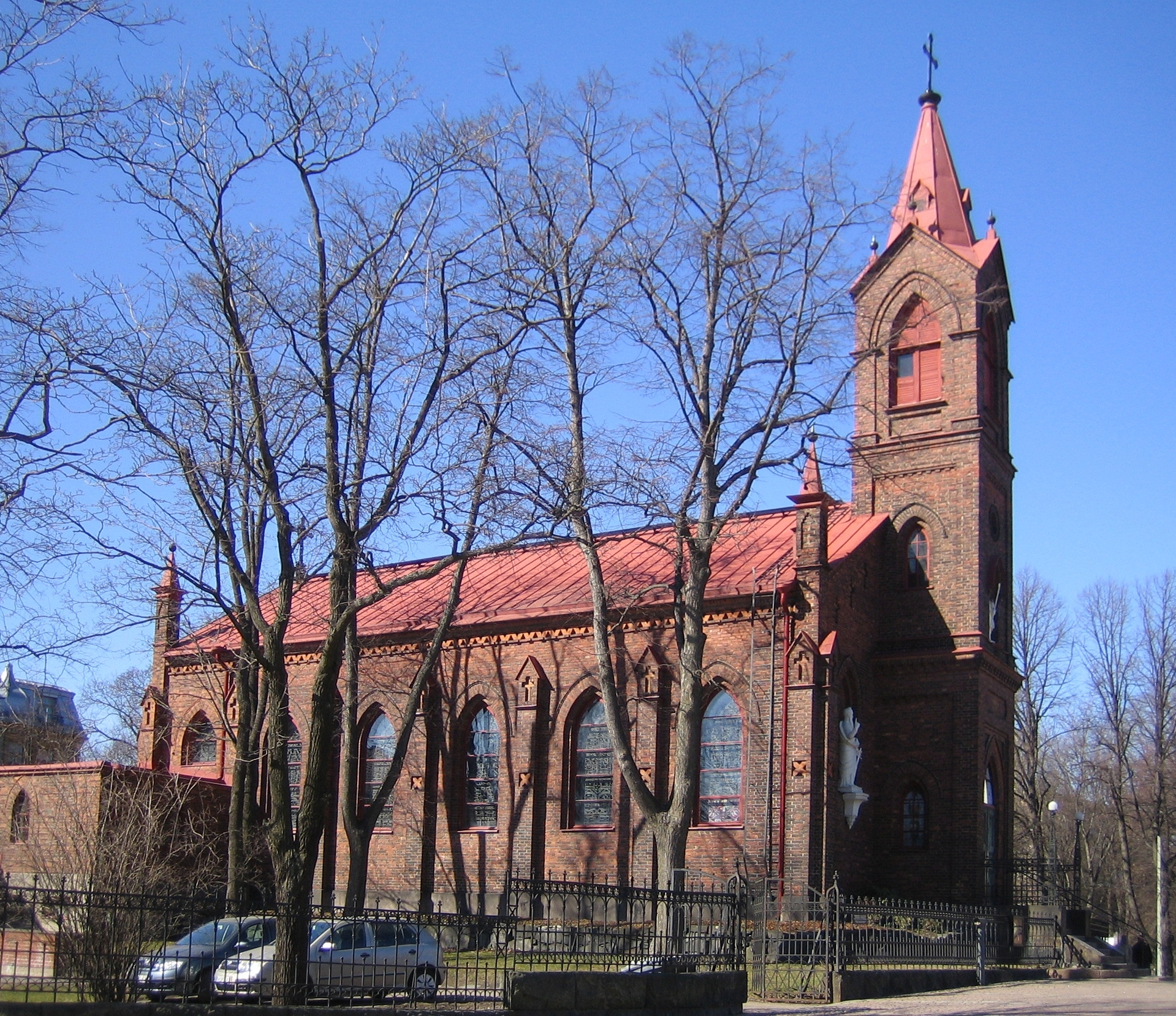
Katedra katolicka w Helsinkach

Kościół katolicki w Finlandii − część Kościoła rzymskokatolickiego na terenie Finlandii, którego wyznawcy uznają prymat biskupa rzymskiego.
Obecność Kościoła rzymskokatolickiego w Finlandii jest proporcjonalnie najmniejsza wśród wszystkich krajów europejskich: według oficjalnych danych w Finlandii mieszkało 15.902 katolików w 2020, co stanowiło około 0,2% populacji. Większość z pracujących w duszpasterstwie kapłanów jest obcokrajowcami, wśród nich są również księża Polacy. Od 2007 czterech Finów zostało wyświęconych na kapłanów. Od czerwca 2009 do maja 2019 ordynariuszem Helsinek był sercanin bp Teemu Sippo. Był to pierwszy fiński biskup od przeszło pięciuset lat, czyli od czasów reformy protestanckiej. Ze względu na tak niewielką liczbę katolików w Finlandii, na terenie kraju istnieje tylko jedna diecezja Kościoła rzymskokatolickiego − diecezja helsińska.
Patronem Helsinek i Kościoła fińskiego jest św. Henryk z Uppsali, którego wspomnienie liturgiczne obchodzone jest 19 stycznia.

## Historia

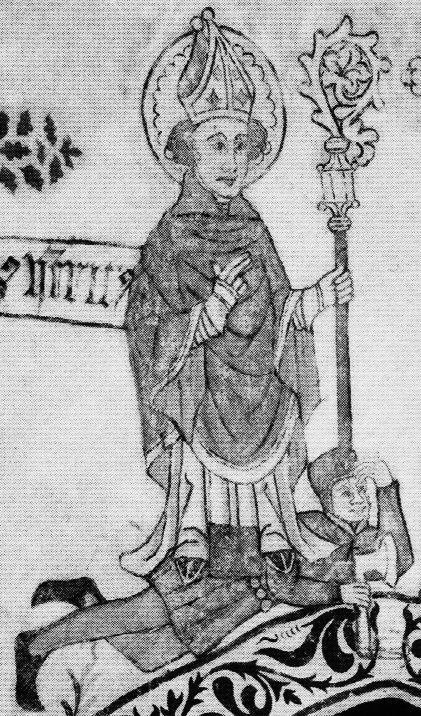
Św. Henryk, Taivassalo, 1450

Chrześcijaństwo rzymskie było pierwszą formą, która została wprowadzona na terenie Finlandii. Najstarsze pozostałości świadczące o obecności wiary katolickiej sięgają XI-XII w. Apostołem Finlandii był św. Henryk z Uppsali. W XVI w. jako część Szwecji Finlandia przyjęła reformę luterańską. W okresie tym katolicyzm fiński prawie całkowicie przestał istnieć.
Pierwszą oficjalną katolicką ceremonią w Szwecji po okresie reformacji były celebrowane w Sztokholmie w 1796 egzekwie katolickiego króla Jana III Wazy. Odprawił je wikariusz apostolski w Sztokholmie Paolo Moretti.
W 1799 ustanowiono parafię rzymskokatolicką w rosyjskiej części Starej Finlandii w Wyborgu (dzisiaj miasto w Rosji). Gdy w 1812 pozostała część Finlandii weszła w skład Imperium Rosyjskiego, parafia ta obejmowała swym zasięgiem Wielkie Księstwo Finlandii. W 1830 do parafii należało około 3000 katolików. Do lat 60. XIX w. duszpasterstwo prowadzili pochodzący z Litwy dominikanie. Parafia w Helsinkach została założona w 1856. Przypuszcza się, iż stało się to dzięki wpływom mającej włoskie korzenie żonie hrabiego Wielkiego Księstwa Finlandii Fiodora Berga Leopoldiny Cicogna Mozzoni. Katedra św. Henryka w Helsinkach, pierwotnie kościół garnizonowy dla polskich żołnierzy służących w armii rosyjskiej, została ukończona w 1860.
Parafia helsińska dwukrotnie przeżyła wysiedlenie księży w 1882 oraz w 1912. Po uzyskaniu przez Finlandię niepodległości w 1917 i opuszczeniu kraju przez wojska radzieckie, liczba katolików uległa znacznemu uszczupleniu. Wikariat apostolski został ustanowiony w 1920 za pontyfikatu Benedykta XV. Nowe parafie powstały w Turku w 1926 i w Terijoki w 1927 (obecnie Zielenogorsk w Rosji). Władze fińskie zagwarantowały wiernym katolickim status wspólnoty religijnej w 1929. W 1942 Finlandia ustanowiła relacje dyplomatyczne ze Stolicą Świętą za papieża Piusa XII w 1942. Watykan przekazał wówczas znaczną sumę pieniędzy na fińskie sieroty.

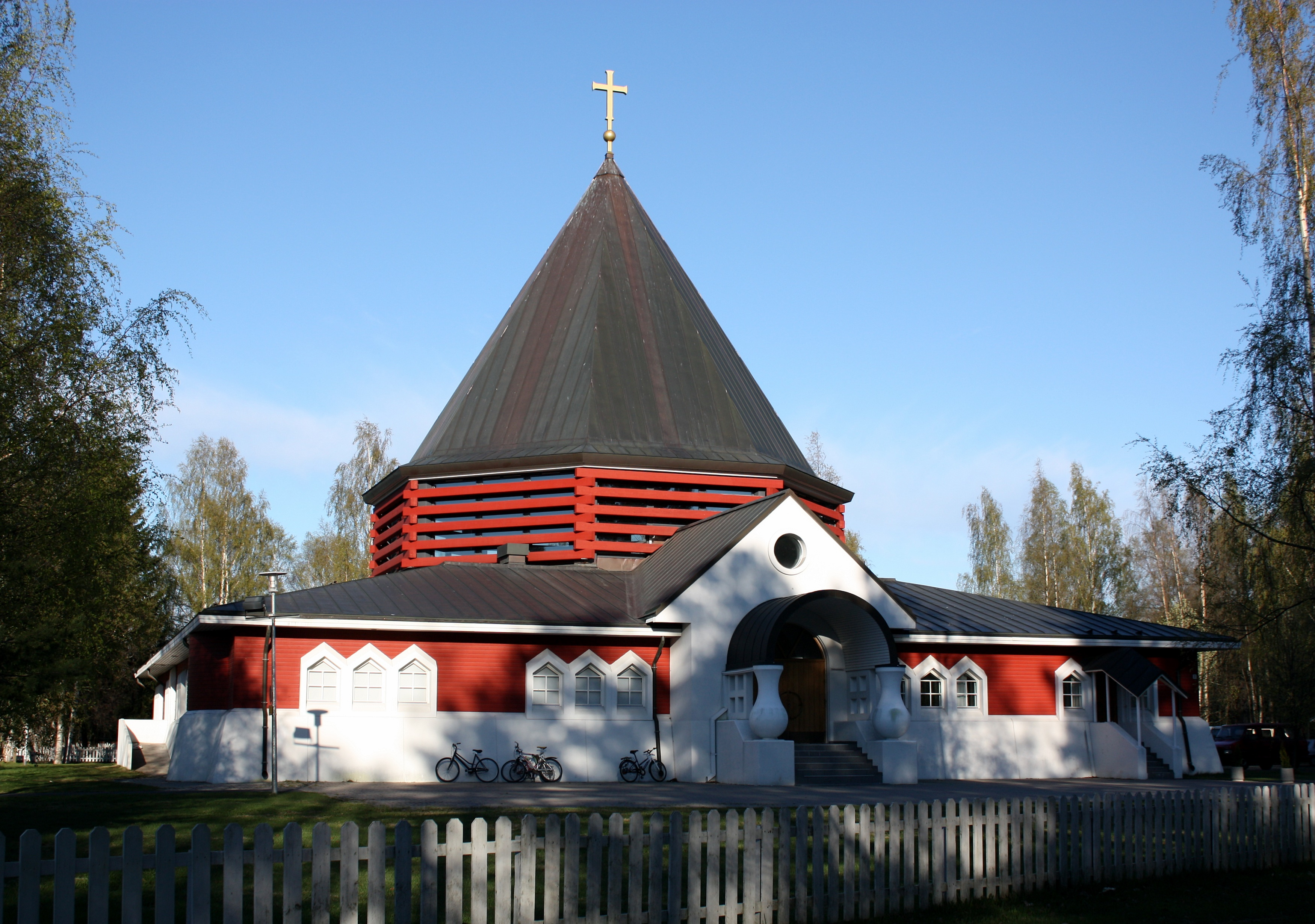
Kościół w Oulu

Po II wojnie światowej parafie w Vyborg i Terijoki, które znalazły się na terytorium radzieckim, zostały przeniesione do Lahti. W 1949 utworzono nową parafię w Jyväskylä. W 1954 ukończono kościół pw. Wniebowzięcia NMP w Helsinkach. Rok później Pius XII podniósł fiński wikariat apostolski do rangi diecezji. Następnie powstawały kolejne parafię: w Tampere w 1957, w Kouvola w 1985, w Oulu w 1992 oraz w Kuopio w 2016. Wśród katolickich ruchów religijnych na terenie Finlandii najaktywniejszą grupą, utrzymującą własne międzynarodowe seminarium duchowne Redemptoris Mater w Helsinkach, jest Droga Neokatechumenalna. Większa liczba członków ruchu neokatechumenalnego skupiona jest w Helsinkach i w Oulu.
Fińscy katolicy, jak to ma miejsce w innych protestanckich krajach Europy Północnej, sympatyzują z partiami konserwatywnymi i tradycjonalistycznymi. Przykładem może być leader ugrupowania Prawdziwi Finowie Timo Soini.

## Świątynie
W Finlandii istnieje osiem parafii katolickich:
- Helsinki: św. Henryka,
- Helsinki: Najświętszej Maryi Panny
- Turku: św. Brygidy i bł. Hemming
- Jyväskylä: św. Olafa
- Tampere: Św. Krzyża
- Kouvola: św. Urszuli
- Oulu: Świętej Rodziny z Nazaretu
- Kuopio: św. Józefa

## Zakony
Siostry św. Brygidy pracują w Turku. W Espoo od 1988 istnieje karmel żeński.

## Nuncjatura apostolska
Delegaturę apostolską dla Skandynawii ustanowił brevem Apostolici muneris z 1 marca 1960 papież Jan XXIII. Posiadała ona jurysdykcję nad następującymi krajami Północnej Europy: Szwecją, Finlandią, Norwegią, Danią i Islandią. Siedzibą delegatury była Kopenhaga.
Nuncjatura apostolska w Finlandii została ustanowiona 16 lutego 1966 brevem Singulari consensione przez papieża Pawła VI.

## Relikwie św. Henryka
Sprawa przechowywania relikwii św. Henryka była powodem nieporozumień i sporu między Krajową Radą Starożytności, Kościołem Katolickim i Ewangelicko-Luterańskim Kościołem Finlandii. W 1998 proboszcz katolickiej Parafii św. Henryka w Helsinkach chciał umieszczenia relikwii świętego biskupa w swojej świątyni, chociaż były one eksponowane w luterańskiej katedrze w Turku. Władze państwowe podjęły decyzję o przeniesieniu relikwii do Helsinek i oddaniu ich pod opiekę parafii katolickiej.